# Plectranthus fruticosus
Plectranthus fruticosus là một loài thực vật có hoa trong họ Hoa môi. Loài này được L'Hér. miêu tả khoa học đầu tiên năm 1788.

## Hình ảnh

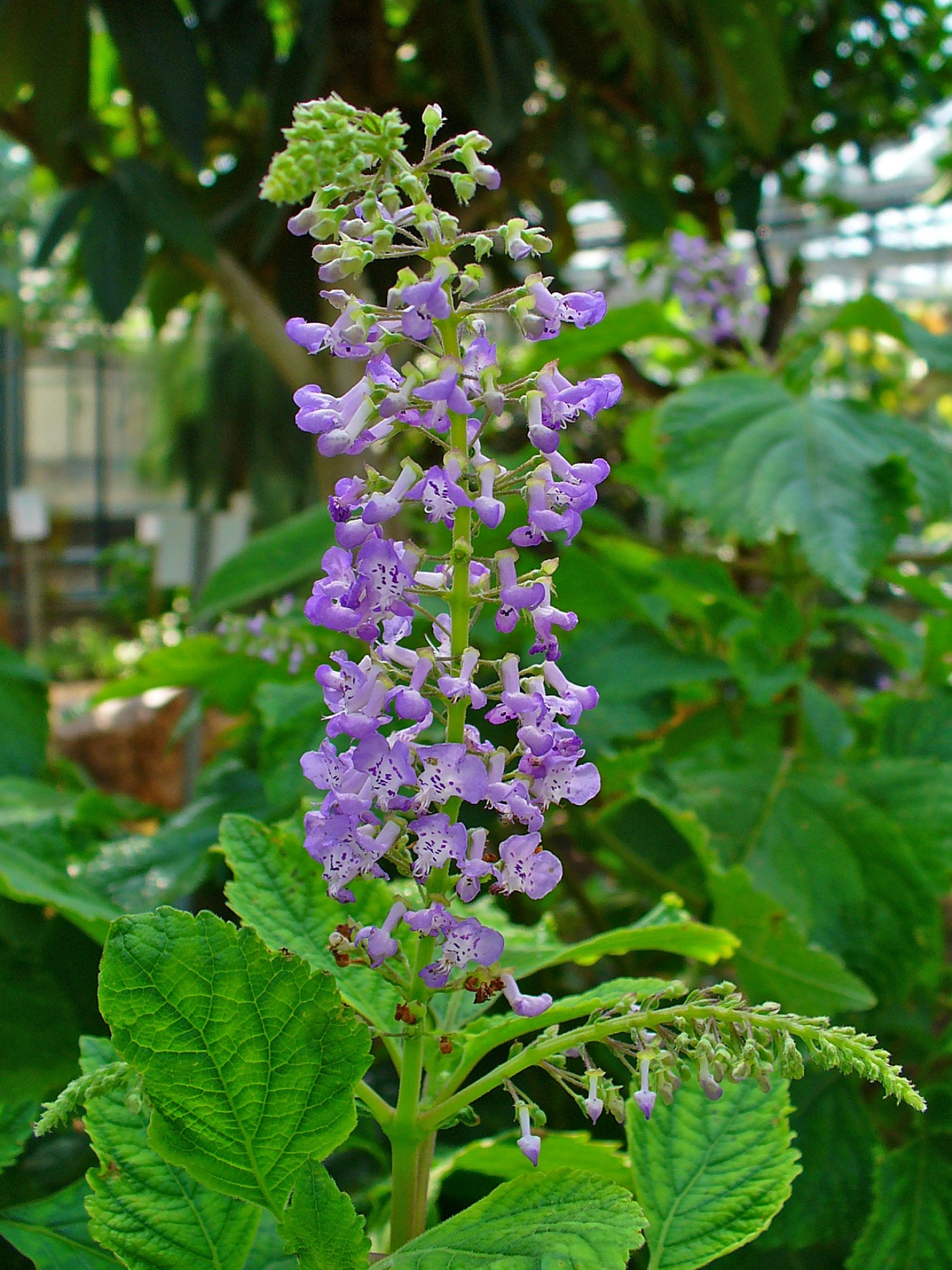
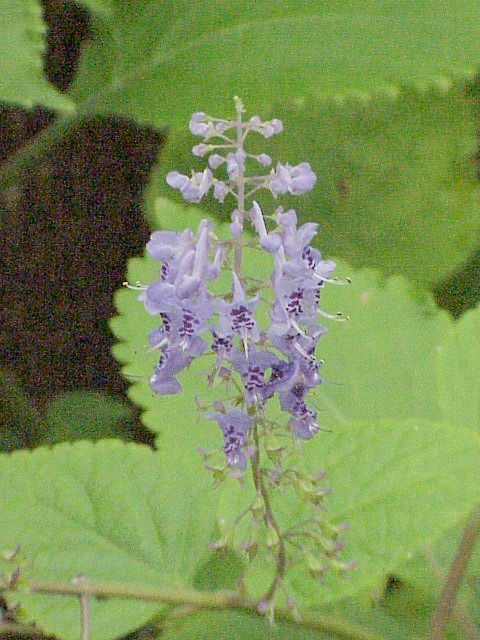
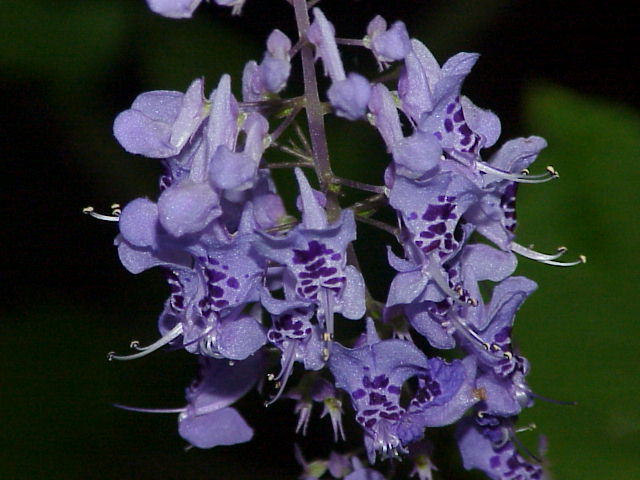
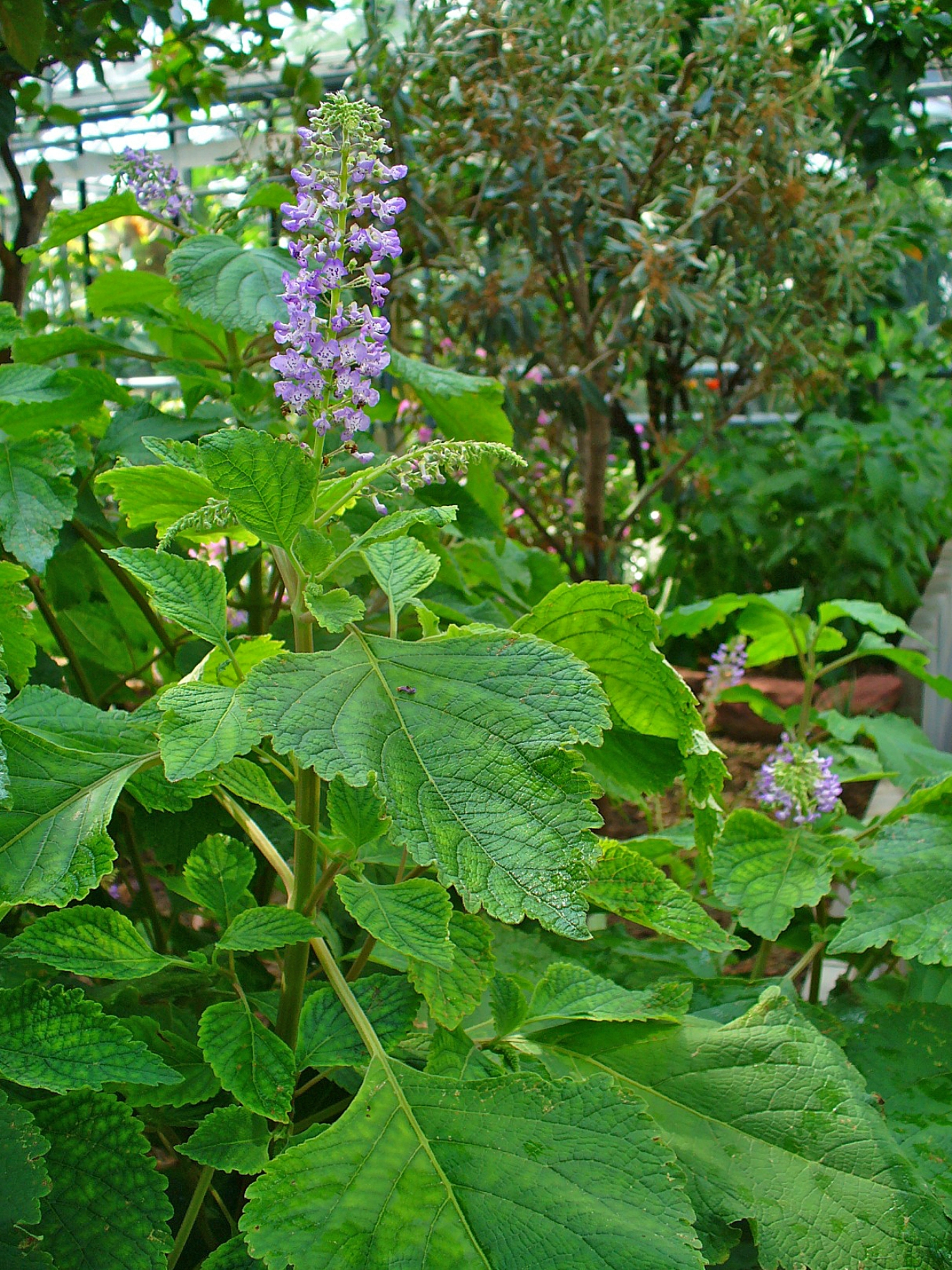